# Sitoukène
Sitoukène est un village du Sénégal situé en Basse-Casamance, à proximité de la frontière avec la Gambie. Il fait partie de la communauté rurale de Djibidione, dans l'arrondissement de Sindian, le département de Bignona et la région de Ziguinchor.
Lors du dernier recensement (2002), le village comptait 298 habitants et 42 ménages.

## Présentation
Quartiers (7) :

- Kapoundoune : c’est le quartier où le premier habitant s’est implanté. Le nom de ce quartier renvoie à l’espèce d’arbres présente sur place.

- Kabrique : ce quartier a été surnommé ainsi car c’était un endroit où l’on pouvait trouver beaucoup de CAD (Kadds?).

- Erambaye : cela veut dire en langue diola les travailleurs des champs. Ils habitaient à côté de la forêt.

- Djifoume : du temps où la famine s’est imposée désespérément dans le village, les habitants de ce quartier n’avaient que les graines de « Néré », qu’ils devaient casser avant de cuisiner. C’est la raison pour laquelle on nomme ce quartier « il faut casser ».

- Ebaule : Cela vient un peu du nom « bol » en français. En effet, les habitants de ce quartier partageaient le repas dans la même concession.

- Atilette : Les habitants de ce quartier avaient pour habitude de manger des fruits verts.

- Bouroune : ce nom veut dire poterie. Depuis longtemps, ces habitants fabriquaient des objets d’argile.

## Histoire
Les premiers habitants du village, sous la direction de Diassolo Djiba, viennent du village de Suelle. Arrivé au quartier de Kapoundoune, ce Diassolo arracha une branche d’arbre, qu’il enfouit dans le sol. En le faisant, il dit ceci : « Je plante cette branche dans le sol et si vraiment c’est un bon endroit à habiter, la branche repoussera. Et si la branche ne repousse pas, ce sera un mauvais endroit et je quitterai ces terres avec mes frères. ». Et la branche repoussa, alors la population diola s’installa. Ces habitants avaient trouvé sur place les Baïnouks. C’est lors d’une guerre farouche contre ces derniers que les habitants diolas les ont chassés du lieu pour l’occuper.

Les événements qui ont le plus marqué le village sont : « le Foutampaf », c’est-à-dire la circoncision, et « l’Ebounaye ».

5 circoncisions ont été organisées au sein du village :
1900, 1915, 1935, 1955, 1977.

Les anciens chefs sont les suivants :

- de 1891 à 1930 : Oulikone Djiba

- de 1930 à 1979 : Lang Djiba

- de 1979 à 1981 : Oumar Djiba

- de 1981 à 2000+ : Aboulaye Djiba

## Administration du village
Chef de village : Abdoulaye Djiba

Responsables de quartier :

- Kapoundoune : Arphang Djiba 

- Djifoume : Baba Djiba 

- Kabrique : M. Baye Djiba

- Erambaye : Bakary Djiba 

- Ebaule : Diéré Djiba 

- Atilette : Safiétou Diémé

- Bouroune : Sitapha Diémé

## Géographie
- Superficie : 6 km²
- Longueur : 3 km
- Largeur : 2 km
- Le village est entouré :
- Nord : Djiondji, Kaléou, Massara
- Sud : Diacoye Banga
- Ouest : Batinding Diémé, Boulinghoye
- Est : Djinéa Sibogola

Les terres sont très fertiles, les champs cultivables et les forêts denses. En ce qui concerne les pâturages, l’herbe est abondante, surtout pendant la saison des pluies.